# Opvriezen
Opvriezen is een term uit de wegenbouw. Opvriezen kan optreden wanneer het grondwater te dicht onder het wegdek staat. Wanneer het grondwater bevriest, zet de grond uit. Dit kan het (bovenliggende) wegdek beschadigen. 
Men kan opvriezen voorkomen door het grondwater voldoende diep onder het maaiveld te laten blijven (<1 m), of het wegdek en de fundering goed doorlatend te maken. Een goede drainage is dan noodzakelijk.